# 内藤正一 (陸軍軍人)
内藤 正一（ないとう しょういち、1887年（明治20年）5月12日 - 1939年（昭和14年）11月28日）は、大日本帝国陸軍軍人。最終階級は陸軍中将。功三級

## 経歴
1887年（明治20年）に愛知県で生まれた。陸軍士官学校第18期、陸軍大学校第30期卒業。1930年（昭和5年）8月1日に陸軍騎兵大佐進級と同時に陸軍騎兵学校附となり、12月22日に騎兵第16連隊長に転じた。1932年（昭和7年）に第20師団司令部附となり、京城帝国大学に配属された。1933年（昭和8年）に騎兵監部部員に転じた。
1935年（昭和10年）8月に陸軍少将に進級し、騎兵監部附となった。1936年（昭和11年）に騎兵第2旅団長に就任し、1937年（昭和12年）3月に陸軍大学校幹事、12月に騎兵集団長を歴任した。1938年（昭和13年）に陸軍中将に進級し、1939年（昭和14年）1月7日に第11師団長（関東軍・第5軍）に親補されたが、11月28日に殉職した。